# Così cantiamo l'amore
Così cantiamo l'amore è un album raccolta di Fiorella Mannoia e Ornella Vanoni pubblicata nel 1991 per la Dischi Ricordi (CDOR 9203).

## Tracce
1. Fiorella Mannoia – Amore bello – 5:49 (testo: Claudio Baglioni – musica: Antonio Coggio e Claudio Baglioni)
2. Ornella Vanoni – Io che amo solo te – 4:50 (Sergio Endrigo)
3. Ornella Vanoni – Il mio mondo d'amore – 3:45 (testo: Mogol – musica: Oscar Prudente)
4. Ornella Vanoni – Che barba amore mio – 3:32 (testo: Vito Pallavicini – musica: Giorgio Conte)
5. Fiorella Mannoia – Alice – 3:44 (Francesco De Gregori)
6. Fiorella Mannoia – Bene caro – 4:19 (testo: Mogol – musica: Piero Fabrizi)
7. Fiorella Mannoia – Margherita – 4:32 (testo: Riccardo Cocciante e Marco Luberti – musica: Riccardo Cocciante e Marco Luberti)
8. Ornella Vanoni – Mi sono innamorata di te – 3:03 (Luigi Tenco)
9. Fiorella Mannoia – Quasi amore – 3:39 (testo: Oscar Avogadro – musica: Mario Lavezzi)
10. Fiorella Mannoia – Basta innamorarsi ancora di te – 3:49 (testo: Oscar Avogadro – musica: Mario Lavezzi)
11. Ornella Vanoni – Innamorati a Milano – 3:36 (testo: Alberto Testa – musica: Memo Remigi)
12. Ornella Vanoni – Que reste-t-il de nos amours? – 3:27 (testo: Charles Trenet e Léo Chauliac – musica: Charles Trenet)
13. Ornella Vanoni – Resta cu' mme – 2:53 (testo: Domenico Modugno e Dino Verde – musica: Domenico Modugno)

Durata totale: 50:58